# 1872 az irodalomban
Az 1872. év az irodalomban.

## Megjelent új művek

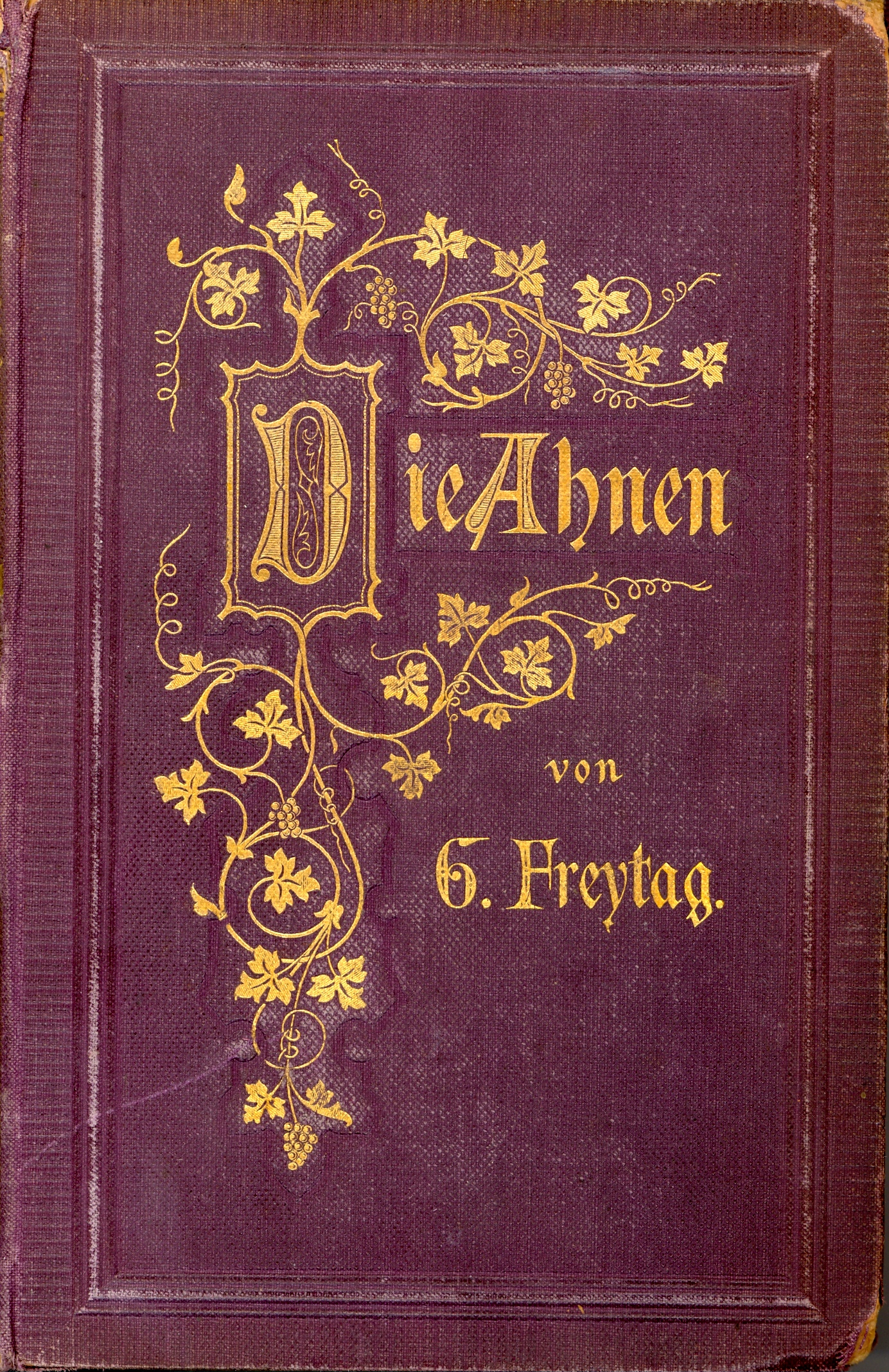
A Freytag-ciklus 3. kötetének borítója

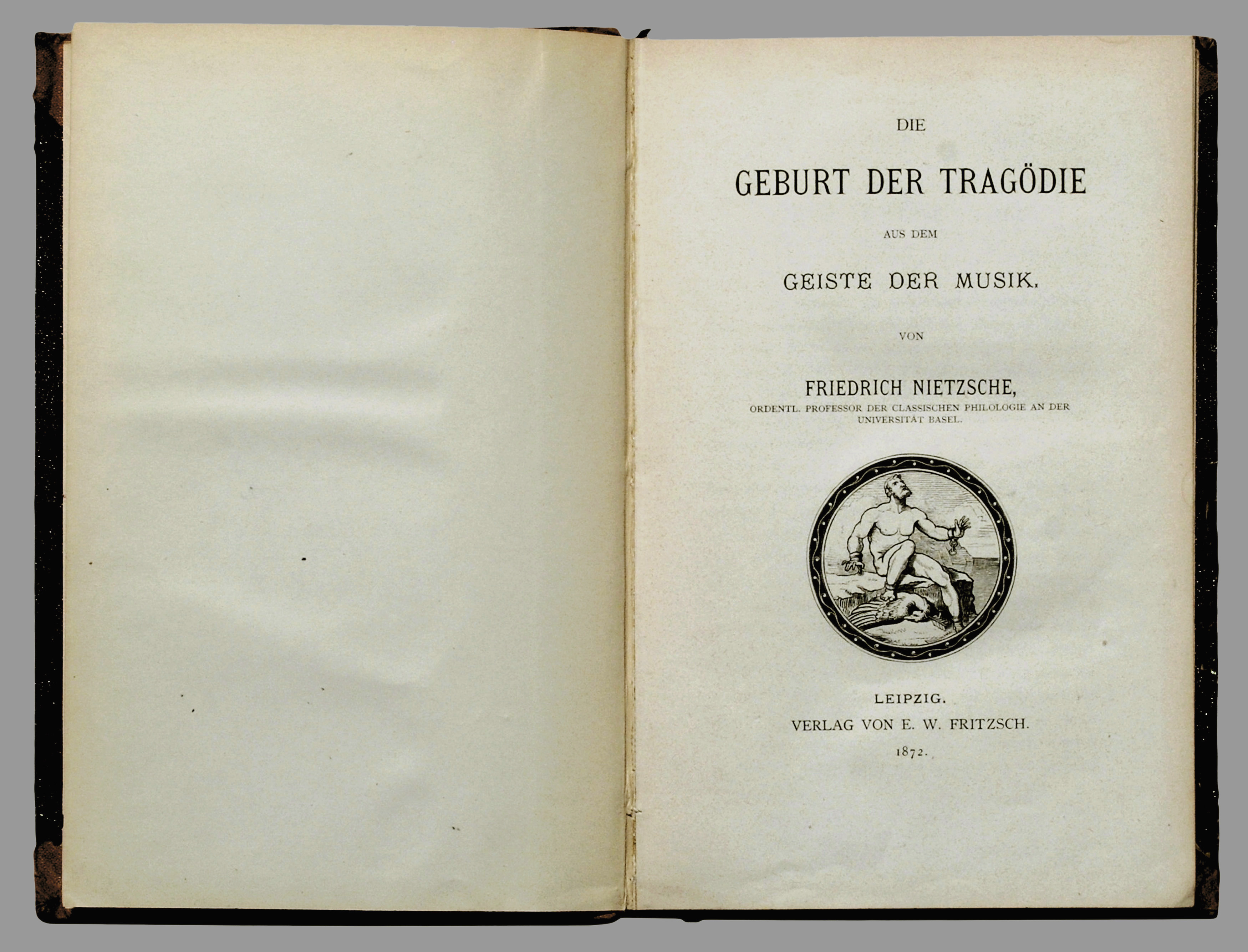
A tragédia születése (címlap)

- Wilkie Collins angol író regénye: Poor Miss Finch[1]
- George Eliot regénye: Middlemarch
- Thomas Hardy regénye: Under the Greenwood Tree (Zöld lombok alatt)
- Alphonse Daudet francia író leghíresebb regénye: Tarasconi Tartarin csodálatos kalandjai (Aventures prodigieuses de Tartarin de Tarascon)
- Jules Verne regényei:
  - Három orosz és három angol kalandjai (Aventures de trois Russes et de trois Anglais)
  - A prémvadászok (Le Pays des fourrures)
- Fjodor Dosztojevszkij regénye: Ördögök (Бесы); folytatásokban: 1871–1872, könyv alakban: 1873
- Ivan Turgenyev kisregénye: Tavaszi vizek (Вешние воды)
- Friedrich Nietzsche esztétikai értekezése: A tragédia születése (Die Geburt der Tragödie aus dem Geiste der Musik)
- Megjelenik Gustav Freytag német író Die Ahnen (Az ősök) című regényciklusának első kötete (hat kötet, 1872–1880)
- Samuel Butler angol szerző regénye: Erewhon [a szó visszafelé olvasva azt jelenti: 'seholsem'], „a swifti szatírát újjáélesztő utópia”[2]

### Költészet
- José Hernández argentin költő El Gaucho Martín Fierro (Martín Fierro, a gaucho) című elbeszélő költeménye, az argentin irodalom egyik legjelentősebb műve[3]
- Victor Hugo verseskötete:  L'Année terrible (A rettenetes év)
- Conrad Ferdinand Meyer svájci költő Ulrich von Huttenről szóló Huttens letzte Tage (Hutten végnapjai) című elbeszélő költeménye

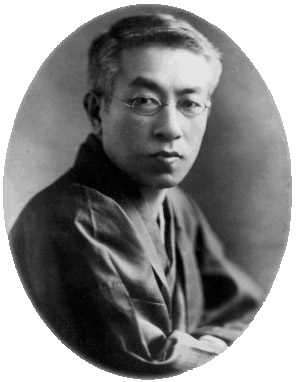
Simazaki Tószon

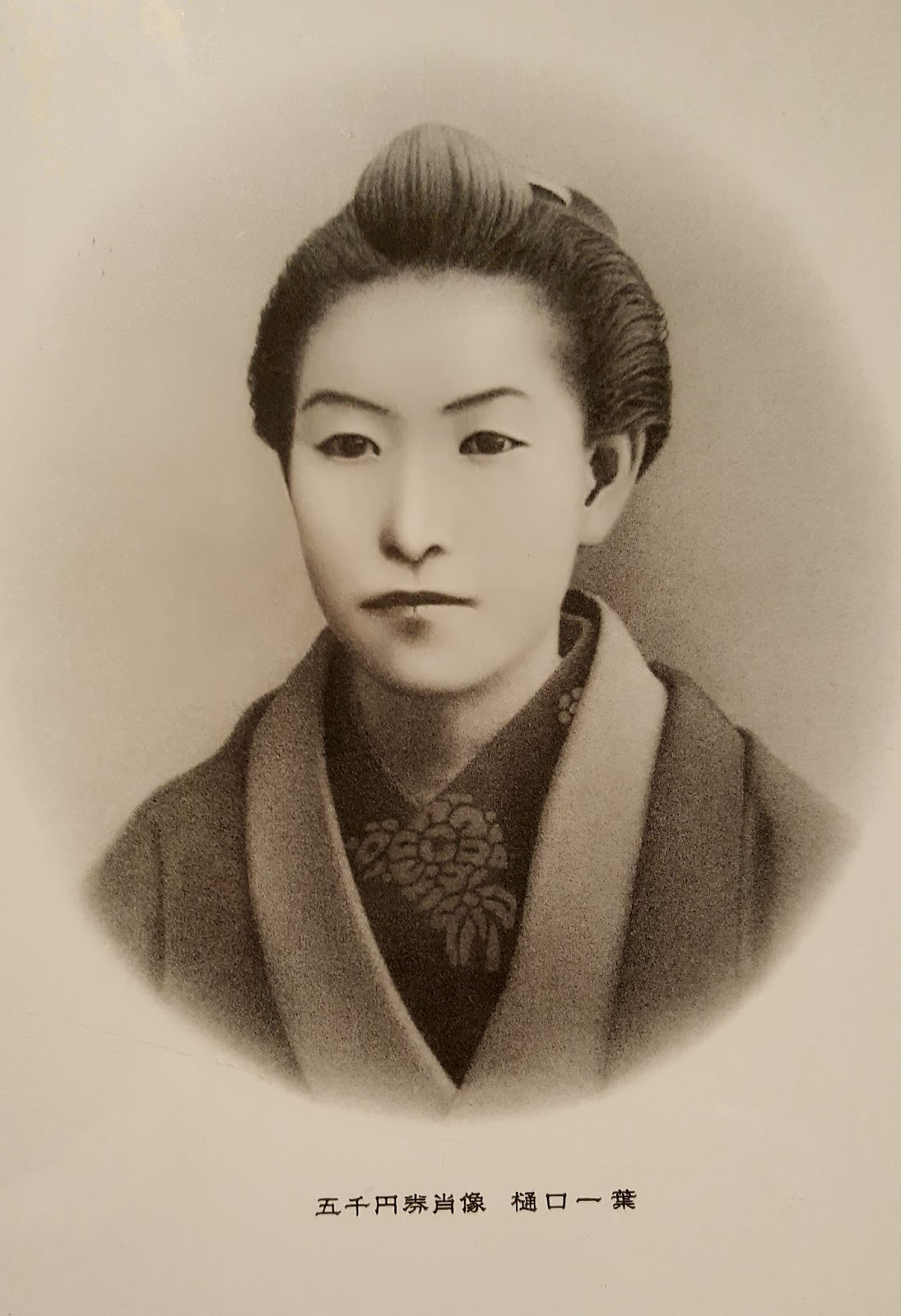
Higucsi Icsijó

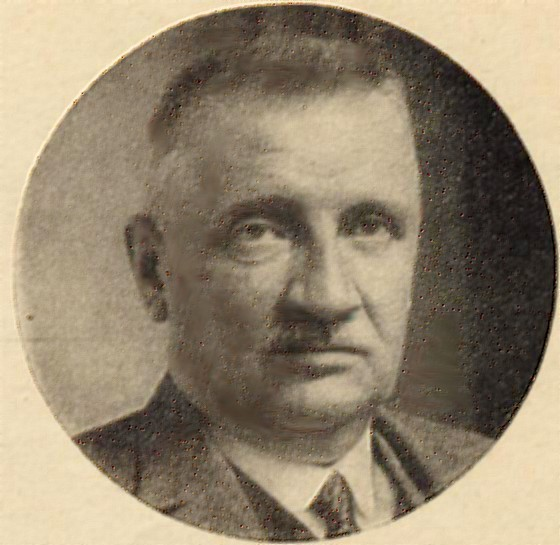
Mikes Lajos

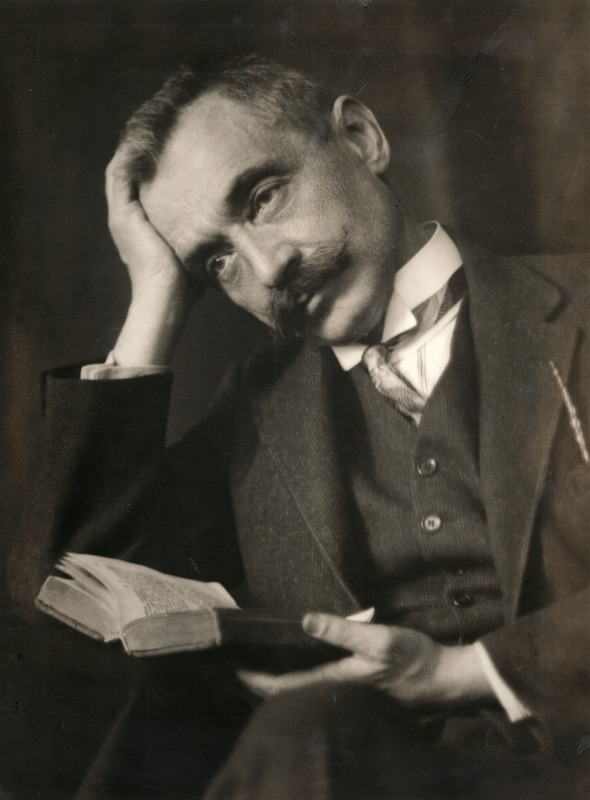
Schöpflin Aladár

### Dráma
- Franz Grillparzer osztrák drámaíró: A toledói zsidónő (Die Jüdin von Toledo); az 1851-ben írt darab bemutatója (posztumusz)
- August Strindberg svéd dráma- és regényíró drámája: Olaf mester (Mäster Olof)
- Ivan Turgenyev Egy hónap falun (Месяц в деревне) című drámájának bemutatója.[4] (Nyomtatásban megjelent 1855-ben.)

### Magyar nyelven
- Arany László verses regénye: A délibábok hőse (vagy 1873?)
- Jókai Mór regényei:
  - Eppur si muove. És mégis mozog a föld
  - Az arany ember
  - A jövő század regénye
- Tolnai Lajos regénye: Az urak
- Rákosi Jenő színművei (két kötet). 
  - Színre színt című történeti vígjátékát ebben az évben mutatja be a Nemzeti Színház[5]
- Megjelenik Toldy István két vígjátéka: A jó hazafiak és Az új emberek
- Szász Károly: Szász Károly kisebb műfordításai (három kötet; amerikai, német, angol és francia költők verseinek fordításai)

## Születések
- március 25. – Simazaki Tószon japán költő, prózaíró († 1943)
- május 2. – Higucsi Icsijó, Japán egyik legjelentősebb nőírója († 1896)
- augusztus 10. – Mikes Lajos író, szerkesztő, műfordító († 1930)
- október 4. – Schöpflin Aladár kritikus, irodalomtörténész, író, műfordító († 1950)

## Halálozások
- január 8. – Ludolf Wienbarg német költő és író (* 1802)
- január 21. – Franz Grillparzer osztrák drámaíró, költő, elbeszélő (* 1791)
- április 20. – Ljudevit Gaj horvát nyelvész, újságíró, író, a szerbhorvát nyelv egyik "atyja". (* 1809)
- április 20. – Andrej Sládkovič szlovák költő, irodalomkritikus, műfordító, a 19. századi szlovák irodalom egyik kiemelkedő alkotója (* 1820)
- szeptember 2. – Nikolaj Frederik Severin Grundtvig dán író, költő, történész, reformátor, lutheránus lelkész (* 1783)
- szeptember 22. – Vlagyimir Dal orosz író, folklorista, lexikonszerkesztő (* 1801)
- október 23. – Théophile Gautier francia romantikus költő, író, kritikus (* 1811)
- december 31. – Aleksis Kivi finnországi svéd író, a finn dráma és regényírás "atyja", a finn nyelvű irodalom egyik megteremtője (* 1834)